# Pseudolucinisca japonica
Pseudolucinisca japonica is een tweekleppigensoort uit de familie van de Lucinidae. De wetenschappelijke naam van de soort werd in 1958 voor het eerst geldig gepubliceerd door T. Habe.